# Vandenbroek (Wisconsin)
Vandenbroek es un pueblo ubicado en el condado de Outagamie en el estado estadounidense de Wisconsin. En el Censo de 2010 tenía una población de 1474 habitantes y una densidad poblacional de 66,46 personas por km².

## Geografía
Vandenbroek se encuentra ubicado en las coordenadas 44°18′51″N 88°17′59″O / 44.31417, -88.29972. Según la Oficina del Censo de los Estados Unidos, Vandenbroek tiene una superficie total de 22.18 km², de la cual 22.18 km² corresponden a tierra firme y (0%) 0 km² es agua.

## Demografía
Según el censo de 2010, había 1474 personas residiendo en Vandenbroek. La densidad de población era de 66,46 hab./km². De los 1474 habitantes, Vandenbroek estaba compuesto por el 97.76% blancos, el 0.34% eran afroamericanos, el 0.27% eran amerindios, el 0.27% eran asiáticos, el 0% eran isleños del Pacífico, el 0.61% eran de otras razas y el 0.75% pertenecían a dos o más razas. Del total de la población el 1.22% eran hispanos o latinos de cualquier raza.